# Galateja (mitologija)
Galateja (grč. Γαλατεια, Galateia) u grčkoj mitologiji ime je dviju djevojaka - nimfe Galateje i oživjelog kipa.

## Etimologija
Galatejino grčko ime znači "koja je mliječno bijela".

## Galateja - nimfa
Galateja je bila morska nimfa Nereida (kći morskog boga Nereja) u koju se zaljubio sicilski Kiklop Polifem, sin boga Posejdona. No, ona je bila zaljubljena u sicilskoga mladića Akida. Ljubomorni ga je Polifem ubio gromadom u bijesu, a Galateja je njegovu krv pretvorila u istoimenu rijeku na Siciliji koja je tekla blizu grada Akiona, kod Etne.
Prema Ovidijevim Metamorfozama, Akid je bio sin Fauna i riječne nimfe Simetide, kćeri riječnog boga Simateja. Bio je personifikacija spomenute rijeke.
Druga inačica priče govori da je Polifem na njih poslao krdo konja od čijeg se topota tresla zemlja i uzburkalo more. Prestravljeni Akid i Galateja bacili su se u more i pretvorili u ribe da bi otišli na sigurno. Da se ne bi izgubili, povezali su se dugom plavom trakom. Vidjevši njihovu neizmjernu ljubav, bogovi su se sažalili i pretvorili ih u zviježđe na nebu - Ribe.

Moguće je da je ovaj mit Ovidijeva inovacija jer se ne spominje prije njegovih Metamorfoza. Prema Atenaju (oko 200. godine) priča je izvorno bila politička satira protiv sicilskog tiranta Dionizija, a njegova je omiljena konkubina Galateja dijelila ime s Nereidom iz Homerovih djela. Ostali izvori govore da je priča izmišljena da bi se objasnilo prisustvo Galatejina hrama na Etni.

## Galateja - kip
U Ovidijevim Metamorfozama Galateja nije bila nimfa. Kao što joj i ime govori, ona je bila mliječno bijeli kip od bjelokosti koji je napravio Pigmalion na Cipru. Nakon što je vidio prostitutke, prestao se zanimati za žene te se zaljubio u svoj kip koji je bio vrlo realističan. Nudio mu je darove i molio se Veneri (Afroditi) te ga je ona, sažalivši se, oživjela. Galateja je potom Pigmalionu rodila Pafa (Paphos) koji je osnovao istoimeni grad čija je zaštitnica bila Afrodita.
Ovu je tematiku obradio i George Bernard Shaw u svojoj drami Pygmalion.